# Donizete Francisco de Oliveira
Donizete Francisco de Oliveira (Bauru, Brasil, 21 de febrer de 1968) és un futbolista brasiler retirat que disputà sis partits amb la selecció del Brasil.

## Estadístiques
| Club   | Club               | Club        | Lliga   | Lliga |
| Temp.  | Club               | Lliga       | Partits | Gols  |
| Brasil | Brasil             | Brasil      | Lliga   | Lliga |
| ------ | ------------------ | ----------- | ------- | ----- |
| 1987   | Fluminense         | Série A     | 7       | 0     |
| 1988   | Fluminense         | Série A     | 23      | 1     |
| 1989   | Fluminense         | Série A     | 14      | 1     |
| 1990   | Grêmio             | Série A     | 19      | 1     |
| 1991   | Grêmio             | Série A     | 13      | 0     |
| 1992   | Bragantino         | Série A     | 20      | 1     |
| 1993   | Bragantino         | Série A     | 13      | 0     |
| 1994   | Bragantino         | Série A     | 15      | 1     |
| 1995   | São Paulo          | Série A     | 16      | 0     |
| 1996   | Cruzeiro           | Série A     | 19      | 0     |
| 1997   | Cruzeiro           | Série A     | 12      | 0     |
| 1998   | Vitória            | Série A     | 19      | 0     |
| 1999   | Cruzeiro           | Série A     | 18      | 0     |
| 2000   | Cruzeiro           | Série A     | 21      | 0     |
| 2001   | Vasco da Gama      | Série A     | 15      | 0     |
| Japó   | Japó               | Japó        | Lliga   | Lliga |
| 2001   | Urawa Red Diamonds | J. League 1 | 7       | 0     |
| Brasil | Brasil             | Brasil      | Lliga   | Lliga |
| 2001   | Palmeiras          | Série A     | 1       | 0     |
| 2002   | Vasco da Gama      | Série A     | 0       | 0     |
| País   | Brasil             | Brasil      | 245     | 5     |
| País   | Japó               | Japó        | 7       | 0     |
| Total  | Total              | Total       | 252     | 5     |

## Estadístiques amb la selecció
| Selecció de futbol del Brasil | Selecció de futbol del Brasil | Selecció de futbol del Brasil |
| Any                           | Partits                       | Gals                          |
| ----------------------------- | ----------------------------- | ----------------------------- |
| 1990                          | 3                             | 0                             |
| 1991                          | 2                             | 0                             |
| 1992                          | 0                             | 0                             |
| 1993                          | 0                             | 0                             |
| 1994                          | 0                             | 0                             |
| 1995                          | 0                             | 0                             |
| 1996                          | 0                             | 0                             |
| 1997                          | 0                             | 0                             |
| 1998                          | 0                             | 0                             |
| 1999                          | 0                             | 0                             |
| 2000                          | 1                             | 0                             |
| Total                         | 6                             | 0                             |